# 本多敏三郎
本多 敏三郎（ほんだ としさぶろう、弘化元年(1844年） - 大正10年（1921年）12月26日）は、幕末の幕臣で、彰義隊隊士。明治維新後は晋（すすむ）を名乗り、明治政府の官僚や横浜正金銀行の役員を務めた。姉はキリスト教婦人伝道者出口せい。林学者の本多静六は娘婿。

## 経歴
多賀家に生まれ、一橋家家臣本多家の養子となった。徳川慶喜の家臣として禁門の変では警護の功により、朝廷より恩賞を受ける。その後、幕府陸軍付調役並となる。慶応4年（1868年）春から伴門五郎、須永於菟之輔と慶喜の雪冤運動を始め、2月23日、彰義隊の結成に至る。彰義隊では当初幹事、のちに頭取を務めた。だが直後の27日落馬して左足を骨折、上野戦争前日の5月14日、襲撃の情報を得て上野山中に通報をしようとしたが果たせなかった。
明治維新後は静岡に隠棲したが、明治3年（1870）7月に民部省に入り、その後大蔵省に移った。この新政府入りは渋沢栄一の推薦によるものだったという。結成時の彰義隊頭取を務めた渋沢成一郎は、栄一の従兄だった。大蔵省在勤中の明治5年（1872年）から明治6年（1873年）にかけ、大蔵少輔吉田清成の随員として欧米を歴訪した。
明治13年（1880年）に退官して横浜正金銀行役員となり、明治21年（1888年）まで務める。余生は上野東照宮職員として過ごした。胃癌により、大正10年（1921年）12月26日に死去した。
元治元年（1864年）に生まれた娘の銓子は、日本で4人目の公認女医となり、明治22年（1889年）に静六と結婚する。この際、敏三郎は静六が結婚の条件としたドイツ留学を許している。銓子は43歳を過ぎて慢性の腎臓病に罹患し、父・敏三郎と1日違いの大正10年（1921年）12月25日に脳溢血のため死去した。